# ياسمين أذيني
ياسمين أذيني (الاسم العلمي:Jasminum auriculatum) هو نوع من النباتات يتبع جنس الياسمين من الفصيلة الزيتونية.